# Turn-Europameisterschaften 2007
| 2. Turn-Europameisterschaften im Einzel | 2. Turn-Europameisterschaften im Einzel |
| --------------------------------------- | --------------------------------------- |
| Logo                                    |                                         |
| Veranstaltungsort                       | Amsterdam (Niederlande)                 |
| Teilnehmende Länder                     | 39                                      |
| Teilnehmende Athleten                   | 238                                     |
| Wettbewerbe                             | 12                                      |
| Eröffnung                               | 26. April 2007                          |
| Abschluss                               | 29. April 2007                          |
| Chronik                                 |                                         |
| ← Turn-EM 2005                          | Turn-EM 2009 →                          |

Die 2. Turn-Europameisterschaften 2007 im Gerätturnen der Männer & Frauen (offiziell 2nd European Artistic Gymnastics Individual Championships Men & Women) fanden vom 26. bis 29. April in Amsterdam statt. Es waren die zweiten Europameisterschaften im Einzel seit 2005.

## Teilnehmer
238 Athleten, davon 85 Sportlerinnen und 153 Sportler aus 39 Nationen nahmen an der Turn-Europameisterschaften im Einzel 2007 teil.
Teilnehmerländer und Anzahl der Starter in Klammern:
| - Albanien (5) - Armenien (2) - Aserbaidschan (1) - Belgien (3) - Bulgarien (10) - Dänemark (8) - Deutschland (10) - Finnland (10) - Frankreich (8) - Georgien (1) - Griechenland (10) - Irland (4) - Island (5) | - Israel (7) - Italien (10) - Kroatien (6) - Lettland (6) - Litauen (4) - Luxemburg (1) - Niederlande (10) - Norwegen (4) - Österreich (3) - Polen (7) - Portugal (10) - Rumänien (10) - Russland (10) | - Schweden (4) - Schweiz (6) - Serbien (3) - Slowakei (4) - Slowenien (9) - Spanien (10) - Tschechien (8) - Türkei (1) - Ukraine (10) - Ungarn (10) - Vereinigtes Königreich (9) - Belarus (8) - Zypern (6) |

## Medaillenspiegel
| Platz | Land                   | Frauen | Frauen | Frauen | Männer | Männer | Männer | Gesamt- wertung |
| ----- | ---------------------- | ------ | ------ | ------ | ------ | ------ | ------ | --------------- |
|       |                        | Gold   | Silber | Bronze | Gold   | Silber | Bronze | Gesamt          |
| 1     | Italien                | 3      | 0      | 0      | 3      | 1      | 1      | 8               |
| 2     | Ukraine                | 1      | 0      | 2      | 2      | 0      | 2      | 7               |
| 3     | Spanien                | 0      | 0      | 0      | 1      | 0      | 0      | 1               |
|       | Ungarn                 | 0      | 0      | 0      | 1      | 0      | 0      | 1               |
| 5     | Deutschland            | 0      | 1      | 0      | 1      | 1      | 1      | 4               |
| 6     | Slowenien              | 0      | 0      | 0      | 1      | 1      | 0      | 2               |
| 7     | Russland               | 1      | 0      | 2      | 1      | 1      | 4      | 9               |
| 8     | Rumänien               | 0      | 3      | 2      | 0      | 2      | 2      | 9               |
| 9     | Frankreich             | 0      | 0      | 0      | 0      | 2      | 0      | 2               |
| 10    | Bulgarien              | 0      | 0      | 0      | 0      | 1      | 0      | 1               |
| 11    | Vereinigtes Königreich | 0      | 1      | 0      | 0      | 1      | 1      | 3               |
| 12    | Niederlande            | 0      | 0      | 0      | 0      | 0      | 2      | 2               |
|       | Griechenland           | 0      | 0      | 1      | 0      | 0      | 1      | 2               |

## Ergebnisse Frauen

### Einzelmehrkampf
| Rang | Athletin              | Sprung | Stufenbarren | Balken | Boden  | Gesamt |
| ---- | --------------------- | ------ | ------------ | ------ | ------ | ------ |
| 1    | Vanessa Ferrari       | 14.925 | 15.700       | 15.375 | 15.075 | 61.075 |
| 2    | Sandra Izbașa         | 14.475 | 14.325       | 15.625 | 15.475 | 59.900 |
| 3    | Alina Kositsch        | 14.675 | 14.250       | 15.675 | 14.700 | 59.300 |
| 4    | Steliana Nistor       | 14.375 | 15.425       | 14.625 | 13.750 | 58.175 |
| 5    | Jekaterina Kramarenko | 14.175 | 15.025       | 14.850 | 13.775 | 57.825 |
| 6    | Oksana Chusovitina    | 14.850 | 14.500       | 13.800 | 14.300 | 57.450 |
| 7    | Kristina Palesova     | 14.000 | 15.175       | 14.175 | 13.325 | 56.675 |
|      | Kristina Prawdina     | 14.125 | 13.300       | 14.900 | 14.350 | 56.675 |
| 9    | Verona van de Leur    | 13.950 | 14.050       | 14.650 | 13.575 | 56.225 |
| 10   | Anja Brinker          | 13.875 | 15.550       | 12.625 | 13.975 | 56.025 |
| 11   | Dariya Zgoba          | 12.725 | 15.575       | 14.250 | 13.275 | 55.825 |
| 12   | Stefani Bismpikou     | 13.675 | 13.450       | 14.900 | 13.725 | 55.750 |

| Rang | Athletin                 | Sprung | Stufenbarren | Balken | Boden  | Gesamt |
| ---- | ------------------------ | ------ | ------------ | ------ | ------ | ------ |
| 13   | Cassy Vericel            | 13.950 | 14.025       | 13.000 | 14.650 | 55.625 |
| 14   | Federica Macri           | 14.275 | 14.125       | 13.850 | 13.350 | 55.600 |
| 15   | Patricia Moreno          | 13.450 | 13.575       | 15.050 | 13.400 | 55.475 |
| 16   | Gaelle Mys               | 13.725 | 12.300       | 14.700 | 14.175 | 54.900 |
| 17   | Lichelle Wong            | 13.950 | 13.175       | 13.750 | 13.950 | 54.825 |
| 18   | Victoria Karpenko        | 13.500 | 13.750       | 13.950 | 13.525 | 54.725 |
| 19   | Veronica Wagner          | 14.075 | 12.425       | 13.950 | 14.150 | 54.600 |
| 20   | Hannah Clowes            | 13.850 | 13.825       | 13.100 | 13.775 | 54.550 |
| 21   | Nicole Pechancova        | 13.075 | 14.275       | 13.100 | 13.450 | 53.900 |
| 22   | Jelena Zanevskaja        | 13.000 | 13.975       | 13.250 | 13.600 | 53.825 |
| 23   | Mercedes Alcaide         | 13.400 | 13.075       | 13.150 | 14.050 | 53.675 |
| 24   | Nastassia Marachkouskaya |        | 11.650       | 12.000 |        | 23.650 |

### Gerätefinals
| Rang | Athletin            | Punkte |
| ---- | ------------------- | ------ |
| 1    | Carlotta Giovannini | 14.812 |
| 2    | Oksana Chusovitina  | 14.725 |
| 3    | Anna Grudko         | 14.625 |
| 4    | Julia Lozhecko      | 14.450 |
| 5    | Jana Komrsková      | 14.350 |
| 6    | Marissa King        | 14.175 |
| 7    | Enikö Korcsmaros    | 14.012 |
| 8    | Sandra Izbașa       | 13.975 |

| Rang | Athletin              | Punkte |
| ---- | --------------------- | ------ |
| 1    | Darija Sgoba          | 15.775 |
| 2    | Steliana Nistor       | 15.725 |
| 3    | Jekaterina Kramarenko | 15.425 |
| 4    | Katheleen Lindor      | 14.700 |
| 5    | Jana Šikulová         | 14.675 |
| 6    | Vanessa Ferrari       | 14.375 |
| 7    | Anja Brinker          | 13.600 |
| 8    | Lichelle Wong         | 12.925 |

| Rang | Athletin          | Punkte |
| ---- | ----------------- | ------ |
| 1    | Julia Lozhecko    | 15.675 |
| 2    | Sandra Izbașa     | 15.525 |
| 3    | Stefani Bismpikou | 15.475 |
| 3    | Steliana Nistor   | 15.475 |
| 5    | Alina Kositsch    | 15.450 |
| 6    | Kristina Prawdina | 15.250 |
| 7    | Iryna Krasnjanska | 15.225 |
| 8    | Vanessa Ferrari   | 13.550 |

| Rang | Athletin           | Punkte   |
| ---- | ------------------ | -------- |
| 1    | Vanessa Ferrari    | 15.400   |
| 2    | Elizabeth Tweddle  | 15.250   |
| 3    | Alina Kositsch     | 15.050   |
| 4    | Cassy Vericel      | 14.625   |
| 5    | Steliana Nistor    | 14.600   |
| 6    | Oksana Chusovitina | 14.450   |
| 7    | Patricia Moreno    | 14.375   |
|      | Sandra Izbașa      | verletzt |

## Ergebnisse Männer

### Einzelmehrkampf
| Rang | Athlet            | Boden  | Pauschenpferd | Ringe  | Sprung | Barren | Reck   | Gesamt |
| ---- | ----------------- | ------ | ------------- | ------ | ------ | ------ | ------ | ------ |
| 1    | Maxim Dewjatowski | 14.525 | 14.925        | 15.100 | 16.250 | 15.575 | 13.875 | 90.250 |
| 2    | Fabian Hambüchen  | 15.225 | 13.575        | 14.450 | 15.825 | 15.200 | 15.400 | 89.675 |
| 3    | Juri Rjasanow     | 14.475 | 14.275        | 15.075 | 15.650 | 15.100 | 14.425 | 89.000 |
| 4    | Rafael Martínez   | 13.975 | 13.675        | 14.900 | 16.075 | 15.200 | 14.600 | 88.425 |
| 5    | Flavius Koczi     | 14.800 | 14.900        | 13.750 | 16.550 | 13.775 | 14.050 | 87.825 |
| 6    | Epke Zonderland   | 14.175 | 14.000        | 13.750 | 15.650 | 15.375 | 14.725 | 87.675 |
|      | Manuel Campos     | 14.700 | 14.275        | 14.150 | 15.300 | 15.050 | 14.200 | 87.675 |
|      | Răzvan Șelariu    | 15.100 | 14.525        | 14.650 | 16.150 | 14.625 | 12.625 | 87.675 |
|      | Jeffrey Wammes    | 15.175 | 12.875        | 13.875 | 16.250 | 14.475 | 14.950 | 87.600 |
| 10   | Dimitri Savitski  | 14.575 | 12.700        | 15.200 | 16.100 | 14.725 | 14.250 | 87.550 |
| 11   | Ilia Giorgadze    | 14.325 | 13.650        | 14.525 | 15.650 | 15.125 | 14.075 | 87.350 |
|      | Enrico Pozzo      | 14.875 | 13.925        | 13.950 | 15.625 | 13.825 | 15.150 | 87.350 |

| Rang | Athlet             | Boden  | Pauschenpferd | Ringe  | Sprung | Barren | Reck   | Gesamt |
| ---- | ------------------ | ------ | ------------- | ------ | ------ | ------ | ------ | ------ |
| 13   | Daniel Keatings    | 14.450 | 15.600        | 13.075 | 15.550 | 15.075 | 13.475 | 87.225 |
| 14   | Robert Juckel      | 14.350 | 14.775        | 14.950 | 14.975 | 13.950 | 14.200 | 87.200 |
| 15   | Dimitri Karbanenko | 14.650 | 13.950        | 13.025 | 16.125 | 14.725 | 14.650 | 87.125 |
| 16   | Claudio Capelli    | 15.100 | 14.225        | 13.800 | 15.150 | 14.875 | 13.725 | 86.875 |
| 17   | Filip Ude          | 14.500 | 15.200        | 13.575 | 15.500 | 13.925 | 13.975 | 86.675 |
| 18   | Sami Aalto         | 14.500 | 14.025        | 14.325 | 15.625 | 14.075 | 13.825 | 86.375 |
| 19   | Matteo Morandi     | 12.925 | 13.200        | 16.050 | 15.525 | 14.825 | 13.700 | 86.225 |
| 20   | Stepanyan Vahag    | 13.850 | 14.225        | 14.600 | 14.275 | 15.100 | 12.700 | 84.750 |
| 21   | Niki Böschenstein  | 13.725 | 12.525        | 13.800 | 15.850 | 15.175 | 13.500 | 84.575 |
| 22   | Alexander Shatilov | 14.050 | 13.600        | 13.700 | 15.475 | 13.975 | 13.700 | 84.500 |
| 23   | Ross Brewer        | 14.100 | 13.275        | 14.175 | 14.825 | 14.375 | 13.300 | 84.050 |
| 24   | Marcell Hetrovics  | 13.850 | 13.950        | 13.050 | 15.225 | 14.650 | 12.475 | 83.200 |

### Gerätefinals
| Rang | Athlet               | Punkte |
| ---- | -------------------- | ------ |
| 1    | Rafael Martínez      | 15.550 |
| 2    | Thomas Bouhail       | 15.350 |
| 3    | Matthias Fahrig      | 15.275 |
|      | Eleftherios Kosmidis | 15.275 |
| 5    | Anton Golozuzkow     | 15.175 |
| 6    | Enrico Pozzo         | 15.125 |
| 7    | Marian Drăgulescu    | 14.300 |
| 8    | Flavius Koczi        | 14.250 |

| Rang | Athlet             | Punkte |
| ---- | ------------------ | ------ |
| 1    | Krisztián Berki    | 15.800 |
| 2    | Daniel Keatings    | 15.450 |
| 3    | Flavius Koczi      | 15.325 |
| 4    | Louis Smith        | 15.300 |
| 5    | Nikolai Krjukow    | 14.975 |
|      | DonnaDonny Truyens | 14.975 |
| 7    | Filip Ude          | 14.325 |
| 8    | Robert Seligman    | 12.425 |

| Rang | Athlet                | Punkte |
| ---- | --------------------- | ------ |
| 1    | Oleksandr Worobjow    | 16.325 |
| 2    | Jordan Jowtschew      | 16.200 |
| 3    | Andrea Coppolino      | 16.200 |
| 4    | Konstantin Pluzhnikov | 15.800 |
| 5    | Matteo Morandi        | 15.375 |
| 6    | Thomas Andergassen    | 15.350 |
| 7    | Dimitri Savitski      | 15.025 |
| 8    | Dimitri Kaspiarovich  | 14.850 |

| Rang | Athlet               | Punkte |
| ---- | -------------------- | ------ |
| 1    | Anton Golozuzkow     | 16.537 |
| 2    | Raphael Wignanitz    | 16.312 |
| 3    | Jeffrey Wammes       | 16.237 |
| 4    | Matthias Fahrig      | 16.175 |
| 5    | Marian Drăgulescu    | 16.100 |
| 6    | Leszek Blanik        | 15.987 |
| 7    | Dimitri Kaspiarovich | 15.650 |
| 8    | Oleksandr Worobjow   | 15.512 |

| Rang | Athlet               | Punkte |
| ---- | -------------------- | ------ |
| 1    | Mitja Petkovšek      | 15.875 |
| 2    | Nikolai Krjukow      | 15.450 |
| 3    | Epke Zonderland      | 15.400 |
| 4    | Yann Cucherat        | 15.325 |
| 5    | Sergei Chorochordin  | 15.175 |
| 6    | Dimitri Karbanenko   | 15.075 |
| 7    | Dimitri Kaspiarovich | 14.900 |
| 8    | Rafael Martínez      | 14.750 |

| Rang | Athlet             | Punkte |
| ---- | ------------------ | ------ |
| 1    | Fabian Hambüchen   | 16.025 |
| 2    | Aljaz Pegan        | 15.675 |
| 3    | Igor Cassina       | 15.575 |
| 4    | Dimitri Karbanenko | 15.250 |
|      | Yann Cucherat      | 15.250 |
| 6    | Roman Kulesza      | 14.875 |
| 7    | Umit Samiloglu     | 14.600 |
| 8    | Christoph Schärer  | 14.050 |